# 自部
自部（）は、漢字を部首により分類したグループの一つ。
康熙字典214部首では132番目に置かれる（6画の15番目、未集の15番目）。

## 概要
「自」字は、動作主自身を表す再帰代名詞であり、動詞句の前に用いられ、自分の動作・行為の受け手が自分自身であることを表す。また他を対象とする場合、ほかでもないその動作者自身の力で行為を行うことを表す。
副詞としては外部の強制的な力に寄らずとも内在的な勢いに従って自然とその状態になったり、動作が行われることを表す。
また前置詞として時間や場所の起点、状況の起点となる動作の主体などを導く。その他、接続詞としては限定の仮定条件を示す。
古文字では人間の鼻の象形であり、「鼻」字の本字である。
偏旁の意符としては鼻や嗅覚、呼吸に関することを示す。このとき上側の冠の位置に置かれ、上下構造を構成する。
自部はこのような意符を構成要素に持つ漢字を収める。なお「鼻」字やそれを偏旁にもつ字には別に鼻部が設けられている。

## 部首の通称
- 日本：みずから
- 韓国：스스로자부（seuseuro ja bu、みずからの自部）
- 英米：Radical self

## 部首字
自
- 中古音
  - 広韻 - 疾二切、至韻、去声
  - 詩韻 - 寘韻、去声
  - 三十六字母 - 従母
- 現代音
  - 普通話 - ピンイン：zì 注音：ㄗˋ ウェード式：tzu4
  - 広東語 - Jyutping:zi6 イェール式:ji6
- 日本語 - 音：シ（漢音）・ジ（呉音） 訓：みずから
- 朝鮮語 - 音：자(ja) 訓：스스로（seuseuro、みずから）・자기（jagi、自己）・본연（bonyeon、おのずから）・부터（buteo、- から）

## 例字
- 自
- 4:臭（臭3）・臬